# Liste von Jazzmusikern/M
| Abk.  | Instrument           |
| ----- | -------------------- |
| acc   | Akkordeon            |
| acl   | Altklarinette        |
| afl   | Altflöte             |
| arr   | Arrangement          |
| as    | Altsaxophon          |
| b     | Bass                 |
| bar   | Baritonsaxophon      |
| bcl   | Bassklarinette       |
| bjo   | Banjo                |
| bl    | Bandleader           |
| bo    | Bongo                |
| bs    | Basssaxophon         |
| cl    | Klarinette           |
| clo   | Cello                |
| comp  | Komponist            |
| cond  | Dirigent             |
| cor   | Kornett              |
| dr    | Schlagzeug           |
| eh    | Englischhorn         |
| ep    | Elektronisches Piano |
| fg    | Fagott               |
| fl    | Flöte                |
| flh   | Flügelhorn           |
| frh   | Frenchhorn           |
| gisy  | Gitarrensynthesizer  |
| git   | Gitarre              |
| gl    | Glockenspiel         |
| har   | Mundharmonika        |
| harp  | Harfe                |
| kb    | Kontrabass           |
| keyb  | Keyboard             |
| lyra  | Lyra                 |
| mando | Mandoline            |
| mar   | Marimba              |
| obo   | Oboe                 |
| org   | Orgel                |
| p     | Piano                |
| perc  | Perkussion           |
| picb  | Piccolobass          |
| pictp | Piccolotrompete      |
| reeds | Holzblasinstrumente  |
| sax   | Saxophon             |
| ss    | Sopransaxophon       |
| syn   | Synthesizer          |
| tb    | Tuba                 |
| th    | Tenorhorn            |
| tp    | Trompete             |
| trb   | Posaune              |
| ts    | Tenorsaxophon        |
| tt    | Turntables           |
| vib   | Vibraphon            |
| viola | Viola                |
| vl    | Violine              |
| voc   | Gesang               |

Diese Liste ist eine Unterseite der Liste von Jazzmusikern.

## Maa – Mal
- Oliver Maas p, comp
- Harold Mabern p
- Early Mabuza dr
- Mac Kac dr, bl
- Kim Macari tp
- Jimmy Macbride dr
- Faye MacCalman reeds, synth, voc
- Kirk MacDonald sax
- Laura Macdonald as, ss, comp
- Raymond MacDonald sax, comp
- Al MacDowell b
- Teo Macero ts
- Charles Macey git
- Jean-Marie Machado p
- Machito bl
- Norberto Machline p, vib
- Ruben Machtelinckx git, bjo
- Dave MacKay p, voc
- Billy Mackel git
- Ken Mackintosh as, cl, cond, comp
- Spike Mackintosh tp
- Edward Maclean kb, b, moogbass, comp
- John Macleod tp, flh, arr, cond, comp
- Atrin Madani voc
- Thierry Madiot btbn
- James Maddren dr
- João Madeira kb
- Kalil Madi dr
- Kid Shots Madison cor
- Eric Madriguera vln, bl, comp
- Katrine Madsen voc, comp
- Peter Madsen p
- Norio Maeda p, arr, comp
- Teppo Mäkynen dr
- Ralf Mähnhöfer p, keyb, bass, voc, arr, comp
- Shai Maestro p, perc, comp
- Melo Mafali p, keyb, perc, comp, arr
- Pete Magadini dr
- Melecio Magdaluyo as, fl
- Bill Maginnis dr
- Joe Magnarelli tp
- Olivier Magnenat kb
- Maurice Magnoni sax, bcl, fl
- Roberto Magris p
- Carl Maguire p
- Rudresh Mahanthappa sax
- Rudi Mahall bcl, cl
- Jack Maheu cl, xyl
- Wiro Mahieu kb, b
- Christof Mahnig tp, flh, comp
- Dominik Mahnig dr
- Kevin Mahogany voc
- Golo Maichel dr
- Apollonio Maiello p, comp
- Giovanni Maier b
- Julia Maier p, voc, arr, comp, cond
- Johannes Maikranz git, comp, cond
- Andi Maile ts
- René Mailhes git
- Thierry Maillard p, arr, comp
- Nénène Maille git
- Mike Mainieri vib
- Gia Maione voc
- Albert Mair p, comp
- Katja Mair voc, p, comp
- Ivor Mairants git
- Artur Majewski tp, syn, ep
- Henryk Majewski tp
- Robert Majewski tp, arr, comp
- Wojciech Majewski p, arr, comp
- Duke Makasi ts
- Mirja Mäkelä voc, comp
- Nduduzo Makhathini p, comp
- Greg Maker kb, e-b, tu
- Adam Makowicz p
- Siya Makuzeni trb, voc
- Tony Malaby sax
- Bob Malach sax
- Alexej Malakhau sax
- Ann Malcolm voc, sax
- Fritz Maldener p
- Jerzy Małek tp, flh, cor, comp, p
- Boots Maleson kb
- Alex Malheiros b
- Didier Malherbe sax
- Ivor Malherbe kb
- Raphe Malik tp
- Joe Malinga sax, comp
- Arek Malinowski b
- Pete Malinverni p
- Anthony Malka keyb
- Rafi Malkiel trb, euphonium
- Sax Mallard sax, cl
- Walter Muhammad Malli ss, dr
- Christoph Mallinger vln, git, mandoline, voc
- Matty Malneck vln, arr, comp
- Russell Malone git, voc
- Tom Malone trb, tu, synt, flh, tp, piccolo flute, fl, afl, arr, bar
- Meredith Maloney p
- Richard Maloof e-b, tb
- Stefano Maltese as, ss, ts, bcl, comp

## Mam – Man
- Mario Mammone git
- Clémence Manachère fl, ss, comp
- Jeremy Manasia p
- Junior Mance p
- Augusto Mancinelli git
- Georgia Mancio voc
- Gus Mancuso trb, bar-hor, p, kb
- Johnny Mandel trb
- Dieter Manderscheid b
- Mandrake cga, perc
- Dan Mândrilă ts, cl, comp
- Joe Maneri as, ts, cl, p
- Mat Maneri vl, viola
- Pierre Manetti git
- Richard Manetti git
- Albert Mangelsdorff trb
- Emil Mangelsdorff as, cl, fl, comp
- Sherwood Mangiapane tu, kb, voc
- Chuck Mangione flh, perc, tp, p, syn, comp, cond
- Gab Mangione p, keyb, syn, arr, comp
- Anton Mangold as, ss, harp, comp
- Emanuele Maniscalco p, dr, comp
- Winston Mankunku ts, ss, penny whistle, comp
- Herbie Mann fl, ts, comp
- Howie Mann dr
- Sy Mann p, arr
- Andy Manndorff git
- Howie Mann dr, bl
- Shelly Manne dr, bl
- Chuck Manning ts
- Irv Manning kb
- Luca Manning voc
- Renée Manning voc, comp
- Sarah Manning as, comp
- Andreas Manns kb, b
- Wingy Manone tp, cor, voc
- Ahmad Mansour git
- Perrine Mansuy p, comp
- Hans Mantel bjo, kb
- Lukas Mantel dr, comp
- Ray Mantilla perc
- Karen Mantler org
- Michael Mantler tp, comp
- Frank Mantooth keyb, arr
- Fabia Mantwill ts, fl, voc, arr, comp, cond
- Guido Manusardi p
- Diego Manuschevich cl, bar, fl
- Jakob Manz as, comp
- Myele Manzanza dr, comp
- Franco Manzecchi dr
- Patrick Manzecchi dr
- Massimo Manzi dr
- Musa Manzini eb, kb, comp

## Mao – Mar
- Eyal Maoz git
- Norman Mapp voc
- Fate Marable p
- Larance Marable dr
- Gérard Marais g, comp, arr
- Carl Maraghi bar, bcl
- Andrea Marcelli dr, cl, comp, arr
- Paul Marchetti dr
- Josh Marcum kb
- Michael Marcus sax, bcl
- Arif Mardin arr, org, p, cond
- Paul Mares tp
- Grégoire Maret harp
- Veigar Margeirsson tp, flh, keyb
- Rick Margitza ts, ss
- Anna Margolina voc
- Christophe Marguet dr
- Thomas Walter Maria as, ts, ss, fl, bcl, sax, arr, comp, voc
- César Camargo Mariano p, comp
- Charlie Mariano as, ss, ts, fl, nagaswaram, comp
- Sherry Maricle dr, comp, cond
- Christian Marien dr
- Svetlana Marinchenko p, comp
- Bruno Marini bars, as, fl, org
- Lou Marini sax, fl, cl, comp
- Barbara Marino bar, dr
- Tony Marino kb
- Georges Marion dr
- Bart Maris tp, tb
- Maria Markesini voc, p
- Milivoje Marković sax, cl
- Marky Markowitz tp, flhn
- Jon Marks p
- Thomas Markusson kb
- Sterling Marlowe git
- Dodo Marmarosa p
- Jake Marmer voc
- Riccardo Marogna ts, cl, bcl
- Chuck Marohnic psax, cl, fl, comp
- Alain Marquet cl
- Michel Marre tp, tb
- Lawrence Marrero bjo
- Maïlys Maronne p, keyb, syn, voc, comp
- Joe Marsala cl
- Branford Marsalis ts, ss
- Delfeayo Marsalis trb, comp
- Ellis Marsalis p, bl
- Jason Marsalis dr, perc, vib, comp
- Wynton Marsalis tp
- Brian Marsella p, keyb
- Frank Marschall perc, git, voc
- Tina Marsh voc, comp, cond
- Tony Marsh dr
- Warne Marsh ts
- Eddie Marshall dr
- James Marshall sax, fl
- Jason Marshall bar
- John Marshall dr
- John Marshall tp
- John C. Marshall git, voc
- Kaiser (Joseph) Marshall dr
- Oren Marshall tb
- Wendell Marshall kb
- German Marstatt tp
- Pierre-Yves Martel kb
- Dave Martell trb
- Emilia Mårtensson voc, arr, comp
- Andy Martin trb
- Arch Martin trb
- Bob Martin as
- Chink Martin tu, b
- Claire Martin voc
- Curly Martin dr
- David Martin p, clo
- Joe Martin kb
- Kevin Richard Martin sax, electr
- Lionel Martin ts, bar, as, ss
- Mel Martin ts, ss
- Paul Martin ts, vl, git
- Philipp Martin kb
- Ralph Martin p, arr
- Skip Martin as, cl, arr, comp, cond
- Stu Martin dr
- Teddy Martin  dr, vl
- Till Martin ts, ss, bcl
- Will Martina cel
- Baldo Martínez kb, comp
- Lucía Martínez, dr, perc, vib, comp
- Miguel Martinez as
- Sabu Martinez perc, cga
- Yamen Martini  tp
- Nick Martinis dr
- Lajos Martiny p, comp, arr, cond
- Pat Martino git, comp
- Pedro Martins git
- Barry Martyn dr, voc
- Shigeo Maruyama voc, bl
- Greg Marvin ts
- Bill Marx p, comp
- Dick Marx p
- Rolf Marx git

## Mas – Mb
- Sasha Masakowski voc
- Steve Masakowski git
- Marcin Masecki p, comp
- Hugh Masekela tp, flh, voc
- Bernard Maseli vib
- Glauco Masetti as, ts, cl, ss
- Sibusiso Mashiloane p, comp
- Sasha Mashin dr
- Keshavan Maslak as, bcl, synth
- Eugene Maslov p, arr
- Henry Mason trb
- Henry Mason tp, cor
- Norman Mason sax, cl
- Phil Mason tp
- Rod Mason tp, cor, voc
- Sean Mason p
- Alexander Massa tp
- Totole Masselier b
- Cal Massey comp, tp, keyb
- George Masso trb, p
- Nicolas Masson ts, cl, bcl, comp
- Michel Massot tu, trb
- Dana Masters voc
- Frankie Masters voc, bjo, bl
- Damien Masterson harm, comp
- Dorothy Masuka voc
- Carmen Mastren git
- Ichiro Masuda vib
- Mikio Masuda p, keyb
- Philippe Maté as, ts, ss, cl, fl, synt, ts, b-cl, reeds, comp
- Sabir Mateen sax, cl, fl
- Natalia Mateo voc
- Peter Materna ss, as, comp
- Steffen Mathes tp, flh
- Mat Mathews acc
- Ronnie Mathews p, bl
- Leo Mathisen p, bl
- Jean-Louis Matinier acc
- Matty Matlock cl
- André Matov git, comp
- Pat Matshikiza p
- Todd Matshikiza p, comp
- Berthold Matschat p, harm, comp
- Miki Matsubara voc
- Tsunehide Matsuki git
- Hiroshi Matsumoto vib, p
- Keisuke Matsuno git
- Kazuko Matsuo voc
- Naoya Matsuoka p
- Sachie Matsushita p
- Kazuhiro Matsuishi vib
- Eiko Matsuyama voc
- Robert Matt p, voc, arr, comp
- Nilson Matta b
- Thomas Matta tb, b-trb, arr
- Al Mattaliano tp
- Daniel Mattar voc
- Dave Matthews sax, arr
- George Matthews trb, tp
- Gilbert Matthews dr
- Llew Matthews p, keyb, arr
- Al Mattaliano tp
- Gaia Mattiuzzi voc
- Stephan Mattner sax, fl, cl
- Mike Mattos kb
- Phil Mattson p, arr
- Louis Matute git, comp
- Antonín Matzner syn, comp
- Bennie Maupin sax, cl, f
- Anna Maurer p, voc, arr, comp
- Christian Maurer ts, sax, comp, cond
- Valeria Maurer voc, comp
- Sheila Maurice-Grey tp, voc, bl, comp
- Lou Mauro kb
- Turk Mauro ts, bar
- Camille Maussion as, comp
- Stompie Mavi voc
- Robert Mavounzy cl, sax
- Chiaki Mawatari tu, serpent
- Leroy Maxey dr
- Billy Maxted p
- Bill Maxwell dr, prod
- Jimmy Maxwell tp
- Guido May dr
- Jan Felix May p, comp
- Donald Mayberry b
- George Maycock p, bl
- Bertl Mayer harm
- Gustl Mayer cl, sax
- Jon Mayer p, comp
- Irvin Mayfield tp, keyb, comp, arr, cond
- Matt Mayhall dr
- Virginia Mayhew sax
- Mary Mayo voc
- Michael Mayo voc, comp
- Barbara Mayr voc
- Bill Mays p, comp, bl
- Lyle Mays p, keyb, comp
- Louis Mazetier p
- Wojtek Mazolewski b
- Matthieu Mazué p, comp
- Marilyn Mazur dr, perc, p, comp, bl
- Rob Mazurek tp, cor, comp, cond
- Giovanni Mazzarino p
- Jerzy Mazzoll cl
- Guido Mazzon tp, flh
- Tete Mbambisa p, comp, voc
- Ana Carla Maza clo, voc, comp
- Nick Mazzarella as
- Spencer Mbadu bg, arr
- Étienne M'Bappé kb, bg

## Mc – Md
- Barney McAll p, keyb
- Cecil McBee kb
- Bill McBirnie fl, bfl, picc
- Christian McBride kb
- Christopher McBride as
- Nate McBride b
- Nicole McCabe sax
- Mary Ann McCall voc
- Chris McCann p
- Les McCann p, voc
- Pete McCann git
- Jill McCarron p
- Chris McCarthy p
- Dan McCarthy vib
- Donny McCaslin ts
- Bob McChesney trb, comp
- George McClennon cl, voc
- Corky McClerkin p, keyb
- Andy McCloud kb, arr
- Tom McClung p, arr, comp
- Kit McClure as, ts, fl, bcl, cond
- Ron McClure kb
- Rob McConnell trb
- Shorty McConnell tp
- Leo McConville tp, cor
- Castor McCord sax
- Bob McCoy tp, flhn
- Clyde McCoy tp, bl
- Freddie McCoy vib
- Sarah McCoy voc, p
- Bob McCracken cl, as, ts
- Makaya McCraven dr
- Steve McCraven dr
- Fergus McCreadie p, comp
- Ron McCroby sax, cl, whistling
- Hal McCusick sax, cl
- Willard McDaniel p
- Tyreek McDole voc
- Marshall McDonald ts, bar, cl
- Dick McDonough git
- Ian McDougall trb
- Jack McDuff org, p, bl
- Murray McEachern trb, as, kb, tp
- Peter McEachern trb
- Howard McFarlaine tp
- Gary McFarland vib, arr
- George & Artie McFarland sax
- Zara McFarlane voc, git
- Bobby McFerrin voc, keyb, cond, comp
- Madison McFerrin voc, keyb, comp
- Rod McGaha tp
- Bernie McGann as
- Kate McGarry voc
- Lou McGarity trb
- Charles McGhee tp
- Howard McGhee tp
- Noel McGhie dr, perc, comp
- Guillermo McGill dr, perc
- Mike McGinnis cl
- Loonis McGlohon p, arr
- Patty McGovern voc
- Fulton McGrath p
- Chris McGregor p, bl
- Jimmy McGriff org
- Bill McGuffie p
- Pete McGuinness trb, voc, arr
- Peter McGurk kb
- Rosy McHargue, cl, sax
- Bill McHenry ts
- Hal McIntyre sax, bl
- Kalaparusha Maurice McIntyre ts, bcl, perc
- Makanda Ken McIntyre as, fl, obo, fg
- Ron McKay dr
- Stuart McKay reeds
- Randy Mckean as, cl, bcl
- Andy McKee b
- Robin McKelle voc
- Dave McKenna p
- Larry McKenna ts, arr
- Sarah McKenzie voc, p, comp
- Red McKenzie voc
- Al McKibbon b
- Ray McKinley dr
- Carlos McKinney p
- Gayelynn McKinney dr
- Ray McKinney b
- William McKinney bl
- Hal McKusick as, cl, bcl
- John McLaughlin git
- Malik McLaurine kb
- Jackie McLean as
- Jordan McLean tp, comp
- Rene McLean as, ss
- John McLellan dr
- Scott McLemore dr, comp
- Samara Joy McLendon voc
- Jimmy McLin git
- Terrence McManus git
- George McMullen trb
- David McMurray ts, ss, as
- Loren McMurray sax, cl
- Paul McNamara p
- Mike McNaught e-p, org, keyb, arr
- Jim McNeely p, comp, arr
- Lloyd McNeill fl, comp
- Michael McNeill p
- Jimmy McPartland tp
- Marian McPartland p
- Jimmy McPhail voc
- Joe McPhee tp
- Charles McPherson as
- Eric McPherson dr
- Tommy McQuater tp
- Carmen McRae voc
- Teddy McRae, ts, arr, comp
- Jay McShann p, voc, bl
- Mary Ann McSweeney kb, arr, comp
- Paulette McWilliams voc

## Me – Mh
- Darmon Meader voc, sax, arr
- Mark G. Meadows p
- Marc Méan p, syn, comp
- Adrian Mears trb, didgeridoo, comp
- Jason Mears as, cl, comp
- Marko Mebus tp, flh
- Lou Mecca git
- François Méchali b, comp, lead
- Jean-Louis Méchali dr, vib, marimba, perc, comp
- Sabina Meck voc, comp
- Adam Meckler tp, bl
- Sava Medan kb
- John Medeski org, p
- Joe Medlin voc
- Allan Mednard dr
- Christopher Meeder tu
- Caspar van Meel kb, arr, comp
- Hermon Mehari tp
- John Mehegan p
- Ferenc Mehl dr, comp
- Magnus Mehl sax, comp
- Brad Mehldau p
- Christian Mehler tp, flh
- Elan Mehler p
- Raissa Mehner git
- Dino Mehrstein git
- Francko Mehrstein git
- Timbo Mehrstein vln
- Rajesh Mehta tp, comp
- David Meier dr
- Karin Meier voc, comp
- Lollo Meier git
- Nicolas Meier git
- Siggi Meier ts
- Tommy Meier ts, bcl, ss, pipe, zurna, balafon, comp, cond
- Ben Meigners kb
- Johnny Meijer acc
- Alex Meik kb
- Béla Meinberg p
- Stephan Meinberg tp
- Jenne Meinema as, ts, bar
- Raphael Meinhart vib, mar, comp
- Tobias Meinhart ts, ss, comp
- Niko Meinhold p, comp
- Michel Meis dr, comp
- Vincent Meissner p, comp
- Blake Meister kb
- Martin Meixner p, org, keyb
- Johnny Mekoa tp, flh, cond
- Gétatchèw Mèkurya ts
- Francisco Mela dr, perc
- Martín Meléndez clo, comp
- Myra Melford p
- Tristan Mélia p
- Gil Melle bar, keyb
- Steve Melling p, comp
- George Melly voc
- Sebastiano Meloni p
- Frank Melrose p
- Vincent Membrez p, keyb, syn, comp
- Mariola Membrives voc, comp
- Thara Memory tp, arr
- Minnie Memphis voc
- Daniele Mencarelli kb
- Joachim Mencel p, comp, arr
- Stanley Mendelson p
- Maria Mendes voc, arr
- Ava Mendoza git
- Vince Mendoza arr, comp
- John Menegon kb, comp, arr
- Roberto Menescal git, voc, comp, arr
- David Menestres kb
- Misha Mengelberg p, comp, bl
- Manuel Mengis tp
- Jerry Mengo dr, voc, comp
- David Mengual kb, comp, cond
- Zola Mennenöh voc, comp
- Bastian Menz dr, comp
- Don Menza ts, as, fl, comp, arr
- Florian Menzel tp
- Susanne Menzel voc
- Alex Merck git
- Mareille Merck git
- Hailu Mergia acc, keyb
- Bernhard Mergner tp, flh, cond, comp
- Leon Merian tp
- Sebastian Merk dr, perc
- Fermín Merlo dr
- Hernán Merlo kb, comp
- Benny Meroff bl, vln, sax, cl
- Bob Merrill voc, tp, flhn, p, arr
- Bob Merrill tp
- Major Merryweather voc, p
- François Merville dr, perc
- Friederike Merz voc, comp
- Hervé Meschinet sax, fl
- Benoît de Mesmay p, comp
- Gisela Meßollen tp
- Chuck Metcalf b
- Joni Metcalf p, voc
- Louis Metcalf tp
- Sarah Mettenleiter voc, p, comp
- Johannes Metzger dr
- Jon Metzger vib
- Nicole Metzger voc
- Pat Metheny git
- Doug Mettome tp
- Ed Metz, Sr. p, arr, comp
- Eddie Metz junior dr, voc
- Maurice Meunier sax, cl
- Hendrik Meurkens har, vib
- Matthias Meusel dr
- Oliver Mewes dr
- Bernhard Meyer b
- Frank Meyer p
- Patrice Meyer git
- Peter Banjo Meyer bj, git
- Peter Meyer git
- Ulf Meyer git, comp
- Paul Meyers git
- Shep Meyers p, arr
- Adi Meyerson kb
- Camila Meza git, voc
- Marc Mezgolits b, comp
- Marco Mezquida p, comp
- Mezz Mezzrow cl

## Mi – Mn
- Tony Miceli vib
- Youval Micenmacher perc
- Francesco Miccolis dr
- Lloyd Michaels tp
- Reiner Michalke kb
- Stefan Michalke ep, p, comp
- Piotr Michałowski reeds
- Wolfgang Michalski ts
- Jonathan Michel kb
- Marc Michel dr
- Nina Michelle voc
- Pierre Michelot kb, e-b
- Frank Michiels perc
- Philippe Micol ss, ts, bcl
- Andy Middleton ts, ss, fl, cl, comp, arr
- Tony Middleton voc
- Boris Midney, sax, cl, comp
- Keiki Midorikawa kb, clo
- Bill Miele kb, e-b
- Bob Mielke trb, voc
- Jay Migliori ts, cl, fl
- Daniel Migliosi tp, comp
- Laurent Mignard tp, cor, comp, cond
- Sei Miguel tp
- Peter Mihelich p, e-p
- Emil Mijares p, vib, arr, cond
- Szymon Mika git, comp
- Giorgi Mikadze p, comp, arr
- Manolis Mikelis  p
- Palle Mikkelborg tp
- Samuli Mikkonen p, comp, bl
- Karlheinz Miklin ts, ss, fl, comp
- Karlheinz Miklin Jr. dr
- Jo Mikovich ts, p, comp, arr
- Jörg Mikula dr, perc
- Jim Milan tp, kb, v-trb
- Philippe Milanta p, comp, arr
- Joakim Milder sax
- Butch Miles dr
- Ron Miles tp
- Massimiliano Milesi sax
- Bubber (James) Miley tp
- Bobby Militello as, fl
- Sjur Miljeteig tp, comp
- Dan Miller  tp
- Daniel Mille acc, comp
- Chuck Miller tp
- Eddie Miller cl
- Glenn Miller bl, trb
- Harry Miller kb, comp
- Joel Miller ts, ss, sax, cl, fl, comp, perc
- Jim Miller  dr
- Johnny Miller kb
- Marcus Miller b, bcl, keyb, arr
- Mulgrew Miller p
- Punch Miller tp, voc
- RJ Miller dr, synt, comp
- Sing Miller p
- Taps Miller voc, tp, dr, tap, comp
- Tim Miller git
- Yucco Miller sax, comp
- Simon Millerd tp, comp
- Nick Millevoi git
- Jerzy Milian vib, arr, comp, b, vcl
- Baker Millian ts
- Dave Milligan p
- Linc Milliman kb, tb
- Lucky Millinder bl, voc
- Jack Millman flhn, tp, arr, comp
- Jackie Mills dr
- Lincoln Mills tp
- Paddy Milner p
- Craig Milverton p, voc
- Sophie Min p, comp
- Sameh Mina dr
- Livio Minafra p, keyb
- Pino Minafra tp, flhn
- Sam Minaie kb
- Hiroshi Minami p
- Dom Minasi g, comp
- Johnny Mince cl
- Elena Mîndru voc, comp, arr
- Junko Mine voc
- Kohsuke Mine sax
- Neal Miner kb
- Geezil Minerve as, fl, cl
- Kelsey Mines kb, voc, comp
- Charles Mingus kb, comp
- Eric Mingus voc
- Kevin Ellington Mingus b
- Chris Minh Doky kb, p
- Frank Minion voc
- Mara Minjoli voc
- Joce Mienniel fl, afl, bfl, piccolo, syn, comp
- Dan Minor trb
- Jouk Minor sax, cl, fl, misc
- Phil Minton voc, tp
- Billy Mintz dr
- Bob Mintzer sax, bcl
- Chieli Minucci git
- Gabriele Mirabassi cl
- Giovanni Mirabassi p
- Ayça Miraç voc, comp
- Marc Miralta dr, perc, vib, comp
- Roberto Miranda kb, perc
- Mahan Mirarab git, oud, tarr, voc, comp
- Pasquale Mirra vibes, marimba, perc
- Tadaaki Misago bl
- Jan Miserre p, keyb
- Luc Mishalle ts, ss, sax, comp, cond
- Emil Miszk tp, comp
- Henryk Miśkiewicz as, cl, comp, arr
- Michał Miśkiewicz dr
- Billy Mitchell sax
- Blue Mitchell tp, cor
- Bob Mitchell tp
- Dwike Mitchell p
- Emily Mitchell harp
- Freddie Mitchell ts
- George Mitchell tp
- George Mitchell p
- Jim Mitchell git
- Louis Mitchell dr, bl
- Matt Mitchell p, keyb
- Ollie Mitchell tp, trb
- Red Mitchell b, p
- Robert Mitchell p
- Roscoe Mitchell as, ts, ss, fl
- Sherman Mitchell trb, fl, as, arr
- Tommy Mitchell trb
- Tyler Mitchell  kb
- Dennis Mitcheltree ts
- Gabriele Mitelli tp, flh, comp
- Aakash Mittal sax
- Sepp Mitterbauer tp, p
- Bernard Mixon voc
- Danny Mixon p
- Martha Miyake voc
- Toshiyuki Miyama cl, as, ts, fl, piccolo, bcl, cond
- Naosuke Miyamoto kb
- Takana Miyamoto p, perc, comp, arr
- Yoshiaki Miyanoue git
- Takashi Miyasaka dr
- Masako Miyazaki voc
- Akira Miyazawa sax, fl
- Shoichi Miyazawa dr
- Isao Miyoshi git
- Takashi Mizuhashi kb
- Hiroaki Mizutani kb
- Afrika Mkhize p
- Sonti Mndebele voc

## Mo – Mon
- Salome Moana voc, comp
- Heida Mobeck tu, bg, comp
- Tullio Mobiglia ts, ln, bl
- Bill Mobley tp, flh
- Hank Mobley ts
- Manfred Moch tp
- Hideaki Mochizuki b, perc
- Ull Möck p, keyb, arr, comp
- Liudas Mockūnas cl, sax
- Emilio Modeste ts
- Hafez Modirzadeh ts, ss
- Frank Möbus git, comp
- Ull Möck p
- Christoph Möckel sax, cl, bcl
- Thomas Moeckel git, trp, flh, comp
- Kippie Moeketsi as, cl
- Wieland Möller dr
- Wolfgang Mörike kb
- Charles Moffett Sr. dr
- Charnett Moffett b
- Codaryl Moffett dr, p
- Joe Moffett tp
- Ole Mofjel dr
- Anders Mogensen dr
- Tumi Mogorosi dr, comp
- Pops Mohamed p, keyb
- Lukas Mohl p, comp
- Billy Mohler kb
- Victor Möhmel p, comp
- Louis Moholo dr, comp
- Pascal Mohy p
- Adrien Moignard git
- Heinz von Moisy dr, perc
- Lesley Mok dr, perc, comp
- Benny Mokross dr, perc
- Miff Mole trb
- Bill Molenhof vib, comp
- Rutger Molenkamp ts
- Ole Molin git
- Othello Molineaux dr (Stahlschlagzeug)
- Armand Molinetti dr
- Hedvig Mollestad git, voc, org, comp
- Ale Möller tp, fl, vib, mandola, dulcimer, acc, lute, clarino, hca, bouzouki, perc, voc, bjo, arr, comp
- Søren Møller p, org, keyb, comp, arr
- Oleg Molokojedov p, keyb, tp, sax
- Morten Mølster git
- Jens Arne Molvær cl, sax
- Nils Petter Molvær tp
- Carlo Mombelli bg, comp, bl
- Ravish Momin perc, voc
- Marc Mommaas ts
- Jack Momple dr, comp
- Fiona Monbet vl, comp
- Grachan Moncur III trb
- Toots Mondello as
- Ben Monder git
- Franco Mondini dr
- Drori Mondlak dr
- Joe Mondragon b
- Frédéric Monino b
- Thelonious Monk p, comp
- T. S. Monk dr
- Joan Monné p, comp
- Christophe Monniot as, bar, ss, comp, arr
- Larry Monroe sax, arr
- Kris Monson kb
- Dimitri Monstein dr, comp, cond
- Chris Montague git
- Leonardo Montana p
- Marcio Montarroyos tp, comp
- Montego Joe perc, dr
- George Monte trb
- Tony Monte p, arr
- Guilherme Monteiro git
- Ada Montellanico voc
- T. S. Monterose ts, ss
- Eurreal Montgomery p
- Buddy Montgomery vib, p
- Dan Montgomery kb
- Monk Montgomery kb
- Wes Montgomery git
- Nicolas Montier git, ts, bar
- Robert Montmarché dr
- Tete Montoliu p
- Jean-Claude Montredon dr, perc, comp
- Jack Montrose ts

## Moo – Mt
- James Moody ts, as, fl
- Jemeel Moondoc as, ss
- Art Mooney bl, voc
- Davy Mooney git
- Andy Moor git
- Alton Moore trb
- Artie Moore kb
- Barbara Moore voc, p, arr
- Big Chief Russell Moore trb
- Billy Moore, p, arr
- Brew Moore ts
- David Andrew Moore dr
- Don Moore b
- Eddie Moore dr
- Freddie Moore dr, washb, voc
- Grant Moore cl, as, bl
- Marlowe Moore p
- Michael Moore kb
- Michael Moore cl, bcl, as, melodica, celesta, comp
- Ollie Moore ts, bar, acl, bcl
- Oscar Moore git
- Thomas Moore cor, bl
- Wild Bill Moore sax, comp
- Clem Moorman p, voc, arr
- Dennis Moorman p, arr
- Roy Mor p
- Esy Morales fl, cond
- Noro Morales p, cond
- Rolando Morales-Matos perc
- Yayo Morales dr, comp
- George Moran b-trb
- Jason Moran p
- Matt Moran vib, perc
- Pat Moran p
- Joey Morant tp, flhn, bar-hn, voc
- Lasse Mørck kb
- Fabrice Moreau dr
- Chauncey Morehouse, dr
- Airto Moreira perc
- Bernardo Moreira kb
- João Moreira tp
- Pedro Moreira as, arr, comp, cond
- Jean-Pierre Morel cl
- Terry Morel voc
- Joe Morello dr
- Moreno g
- Buddy Moreno g, voc, bl
- Mike Moreno git
- Morgana Moreno fl, comp
- Tony Moreno dr
- Patrice Moret kb
- Macio Moretti dr, b
- Al Morgan b
- Andrew Morgan ts, cl
- Barry Morgan dr, perc
- Dick Morgan p
- Gary Morgan sax, cl
- Helen Morgan voc
- Herbert Morgan ts
- Isaiah Morgan cor
- Lanny Morgan as, ss
- Laurie Morgan dr, vib, p, ld
- Lee Morgan tp
- Loumell Morgan p, voc
- Nate Morgan p
- Sam Morgan cor, voc
- Sonny Morgan perc, dr, bells, bongo
- Mark Morganelli tp, flh
- Mike Morgenstern, ts, bar, bcl, voc
- Jürg Morgenthaler as, cl, bl
- Jürg Morgenthaler trb, bl
- Silvio Morger dr
- Kenji Mori as, bcl
- Shinji Mori dr
- Yasuhito Mori kb
- Massimo Moriconi kb
- Yvonne Moriel as, fl, comp
- Bill Moring kb
- Carl-Henri Morisset p, comp
- Jonathan Moritz ts, ss
- Takeo Moriyama dr
- Shōtarō Moriyasu p, arr
- Ike Moriz arr, bl, comp, ep, git, keyb, p, perc, syn, voc
- Lukas Moriz p
- Jan Morks cl, ts, as, dr
- Morabo Morojele dr
- Dado Moroni p
- Ralph Mothwurf comp, cond
- Arthur Motta dr
- Angela Morris ts, fl, comp, cond
- Byron Morris ts, ss, fl
- Lawrence Butch Morris tp, cond
- Eddie Morris trb
- Joe Morris tp, bl
- Johnny Morris p, voc
- McClure Morris tp
- Thomas Morris cor
- Barbara Morrison voc
- Chick Morrison dr
- Dick Morrissey ts, fl
- Peck Morrison b
- George Morrow kb
- Sarah Morrow trb
- Veronika Morscher voc
- Alex Morsey kb, tu
- Veronica Mortensen voc, comp
- Benny Morton trb
- Jelly Roll Morton p
- Norval Morton ts, cl
- Curtis Mosby dr, bl
- John Mosca trb
- Ray Mosca dr
- Sal Mosca p
- Max von Mosch ts, ss, bcl, arr, comp
- Erik Moseholm b, cond, arr, comp
- Basil Moses b
- Bob Moses dr, perc, comp
- China Moses voc
- J. C. Moses dr
- Kathryn Moses fl, ss, ts, voc, as, comp
- Ted Moses p, ss, ts, syn, ep, as, comp, cond, arr
- François Moseley dr, bl
- Rob Mosher, as, ss, ob
- Dushun Mosley dr, perc
- Miles Mosley kb, voc, comp, arr
- Snub Mosley tb
- Dmitri Mospan sax
- Anne Marie Moss voc
- Danny Moss ts
- David Moss perc, voc
- Khalid Moss p, ep, org
- Abe Most cl
- Sam Most as, fl
- Kjetil Møster ts
- Mithila Motaleb voc
- Bennie Moten (Benjamin) bl
- Benny Moten (Clarence Lemont) b
- Buster Moten acc, p
- Paul Motian perc, comp
- Andrea Motis tp, flh, voc, ss, comp
- Kyle Motl kb
- Kazuhide Motooka p
- Monte Mountjoy dr
- Jean-René Mourot p, e-p
- François Moutin b
- David Mott bar, fl, comp
- Tony Mottola git
- Simon Moullier vib, arr, comp
- Marc Moulin p, org, keyb, syn, comp
- Thomas Moultrie kb
- Philippe Mouratoglou git, comp
- Jack Mouse dr
- Benjamin Moussay p, keyb
- Moustache dr, bl
- Louis Moutin dr, perc
- Claude Mouton kb
- Alphonse Mouzon dr, comp
- Mike Mower ts, fl, bs, ss, cl, pic, arr, comp
- Nick Moyake ts
- Don Moye dr, perc
- Leszek Mozdzer p
- George Mraz kb
- Gwigwi Mrwebi sax

## Mu – Mz
- Max Mucha b
- Louis Mucci tp
- Matthias Muche trb
- Joe Mudele kb
- Flurin Mück dr
- Franz Mück p, arr
- Horst Mühlbradt arr, comp, p, perc
- Anton Mühlhofer perc
- Jaime Muela sax, fl
- Marc Muellbauer kb, comp
- Manon Mullener p, comp
- Bruno Müller git
- Fabian M. Müller p
- Hendrik Müller b
- Henriette Müller sax, comp
- Johannes Müller ts, as, fl, comp
- Matthias Müller trb, tb
- Pit Müller cor, tp
- Sebastian Müller git
- Susanne Müller as, ss, ts, git
- Tom Mueller ts, bar
- Torsten Müller kb
- Dirk Mündelein git, samp, comp
- Addi Münster trb
- Destiny Muhammad harp
- Idris Muhammad dr
- Brad Muirhead trb, tb
- Shigeharu Mukai trb
- Nick Mulder trb
- Riley Mulherkar tp
- Sani van Mullem kb, voc
- Jim Mullen git
- Ghislain Muller vib, fl, voc, comp
- Gerry Mulligan bar
- Mick Mulligan tp, voc
- Zeke Mullins p
- Misha Mullov-Abbado kb, comp
- Don Mumford dr, perc
- Henrik Mumm b, kb, clo
- Nicolai Munch-Hansen kb, e-b
- Jimmy Mundy arr, ts, comp
- Janusz Muniak ts, comp
- Matt Munisteri git, bjo
- Niels Munk tp, flhn
- Billy Munn p, arr
- Paul Munnery trb, voc
- Charlie Munro sax, fl, arr, comp, cel
- Tim Munro fl
- Ai Murakami dr
- Hiroshi Murakami dr
- Shuichi Murakami dr
- Joe Muranyi cl,ss
- Takeru Muraoka ts
- Hiroshi Murata tp
- Sarah Murcia kb, comp
- Gavino Murgia sax, voc
- Greg Murphy p
- Joe Murphy dr
- John Murphy sax
- Mark Murphy voc
- Paul Murphy dr
- Spud Murphy arr, cl
- Turk Murphy trb
- David Murray ts, bcl
- Diedre Murray clo
- Don Murray cl
- Sunny Murray dr
- John Murtaugh ts, arr, comp
- Lee Musiker p, arr
- Michael Musillami git
- Boots Mussilli as, cl
- Vido Musso trs
- Romano Mussolini p
- Rachel Musson ts
- Boots Mussulli as
- Jean Musy p, org, arr, comp
- Aziza Mustafa Zadeh p, voc
- Melton Mustafa tp, flh, arr
- Vaqif Mustafazadə p
- Christian Muthspiel trb
- Wolfgang Muthspiel git, voc
- Adriane Muttenthaler p
- Mthunzi Mvubu as
- Corey Mwamba vib, perc, dulcimer
- Amina Claudine Myers p, org, voc
- Wilson Myers kb
- Adrian Fiskum Myhr b
- Mika Mylläri tp
- Jasmine Myra as, fl, comp
- Wojciech Myrczek voc, comp